# Madanijat (Schark)
Madanijat (kirgisisch Маданият) ist ein Dorf im Rajon Kara-Suu im Oblus Osch in Kirgisistan. Es ist Teil der Landgemeinde Schark.
2022 lebten 6408 Menschen im Dorf.
| Volkszählung | Einwohner |
| ------------ | --------- |
| 1999         | 3122      |
| 2009         | 3676      |
| 2022         | 6408      |